# Carolina Dynamo
El North Carolina Fusion U23 es un equipo de fútbol de los Estados Unidos que juega en la USL League Two, la cuarta liga de fútbol más importante del país.

## Historia
Fue fundado en el año 1993 en la ciudad de Greensboro, Carolina del Norte con el nombre Greensboro Dynamo, esto hasta 1996 tras cambiarlo por su nombre actual e hicieron su debut en la USISL, liga donde ganaron dos títulos de liga y tres divisionales hasta 1997.
Luego de estar inactivo en 1998, el club en la temporada siguiente ingresó a la extinta USL D3-Pro League, liga en la que estuvo 5 temporadas hasta que el club se volvió amateur y descendió a la USL Premier Development League en 2004 (hoy en día USL League Two), siendo uno de los clubes protagonistas de la liga y ganador de varios títulos divisionales.

## Palmarés

### USL
- PDL Temporada Regular: 1

2006
- PDL Conferencia del Este: 1

2004
- PDL South Atlantic Division: 4

2006, 2011, 2012, 2013
- PDL Mid Atlantic Division: 1

2004
- PDL Southeast Division: 1

2007

### USISL
- USISL: 2

1993, 1994
- Atlantic Division: 2

1993, 1994
- Select League South Atlantic Division: 1

1996
- USL Pro Select/Soccer League Southern Division: 1

2003
- National Amateur Cup: 1

2013

## Estadios
- UNCG Soccer Stadium; Greensboro, North Carolina (1993-1996)
- A.J. Simeon Stadium; High Point, North Carolina (1996-1999)
- Macpherson Stadium; Browns Summit, North Carolina (2003–)
- BB & T Park; Winston-Salem, North Carolina 3 juegos (2009-2010)
- Vert Stadium en High Point University; High Point, North Carolina 1 juego (2010)

## Entrenadores
- Michael Parker (1993-1995)
- Alan Dicks (1996-1997)
- Joe Brown (1999-2000)
- Robert Rosario (2001)
- Joe Brown (2002-2003)
- Carl Fleming (2004)
- Joe Brown (2005-2010)
- Marc Nicholls[1] (2011–)

## Jugadores

### Jugadores destacados
| - Lyle Adams - Yari Allnutt - Jalil Anibaba - Cody Arnoux - Corben Bone - Kenny Bundy - Jon Busch - Ryan Caugherty - Dominic Cianciarulo - Glen Collins - Warren Creavalle - Sam Cronin - Brock Duckworth - Brian Edwards - Chris Estridge - Floyd Franks - Jamie Franks - Scott Garlick - Jimmy Glenn | - Steve Guinan - Ben Hunter - Richard Jata - Stern John - Scott Jones - Steven Kinney - Michael Lahoud - Garry Lewis - Daniel Lovitz - Amir Lowery - Zach Loyd - Stephen McCarthy - Tim Merritt - Justin Moose - Aidan Murphy - Mo Oduor - Randi Patterson - Anthony Peters - James Riley | - Daniel Roberts - Darryl Roberts - Robert Rosario - Shea Salinas - Scott Schweitzer - Donnie Smith - Khano Smith - Ryan Solle - Josue Soto - Marcus Storey - Osei Telesford - Wells Thompson - Marcus Tracy - Kirk Urso - Joshua Villalobos - Andrew Wenger - Sheanon Williams - Tanner Wolfe |